# Pavla Křičková
Pavla Křičková v matrice Pavlína Maria, provdaná Homolková (14. února 1886 Kelč – 10. července 1972 Nové Město na Moravě) byla moravská učitelka, spisovatelka a básnířka.

## Životopis
Pavla se narodila v rodině nadučitele Františka Křičky (1848–1891) a Františky roz. Minářové (1861–1936). Měla dva bratry: Jaroslava a Petra.
Po smrti otce se rodina přestěhovala do matčina rodiště – do Maršovic na Vysočině. Pavla kromě literárního a hudebního nadání zdědila po otci lásku k učitelství. Po absolvování Dívčího učitelského ústavu v Brně pracovala jako učitelka v Přerově a v Brně ve Vesně. Své vzdělání si rozšiřovala studiem na Vyšší škole sociální v Praze.
Vedle pedagogické činnosti pracovala i v České zemské péči o mládež na Moravě, psala do Lidových novin, spolupracovala s Československým rozhlasem a vydávala verše, z nichž řada byla zhudebněna – její verše se objevily v díle Leoše Janáčka, bratra Jaroslava, Vítězslavy Kaprálové a Emila Háby.
Během 2. světové války, kdy jí hrozilo zatčení gestapem, se s manželem odstěhovala na Hutisko-Solanec, kde se věnovala vlastivědné práci – sbírala a zapisovala valašské lidové písně. Pro děti psala pohádky, verše do čítanky pro děti 1. školního roku, Rýmy-šprýmy, pohádky-hrátky, aj. V letech 1938–1945 byla členkou Moravského kola spisovatelů.
Po válce se nadále zapojovala do kulturní činnosti, sestavovala rozhlasová pásma, hrála divadlo a ke stému výročí položení základního kamene Národního divadla napsala divadelní hru Kámen z Radhoště. Byla neúnavnou organizátorkou kulturního života nejen na Hutisku, ale i v Kelči a ve Frenštátě.

## Dílo
- Rodina a dítě: předneseno ve Vesně dne 5. listopadu 1919 – Brno: Nový lid, 1920
- Hry, hračky, hračkářství: předneseno ve Vesně dne 17. prosince 1919 – Brno: Nový lid, 1920
- Nůše pohádek – napsali Božena Benešová, Helena Čapková, Jakub Deml, Jaroslav Durych, Viktor Kamil Jeřábek, Béňa Klička, Jan Klokoč, Pavla Křičková, Karel Mašek, Marie Pujmanová-Hennerová, Karel Scheinpflug, Fráňa Šrámek; kreslili Josef Hlaváček, Zdeněk Kratochvíl, Alois Moravec, Vlastimil Rada, Vojtěch Sedláček, Slavoboj Tusar; uspořádal Karel Čapek. Praha: vlastním nákladem, 1920?
- Našemu Osvoboditeli – sbírka básní Josefa Chaloupky, Pavly Křičkové, Rudolfa Těsnohlídka a Marie Trkanové; obrázky kreslil E. Milén. Brno: Česká zemská péče o mládež (ČZPOM), 1926
- Proslov ke svátku matek – přednesla v rozhlase 7. května 1926 – Brno: b. n., 1926
- O mateřské výchově – Brno: 1927
- Pochod mládeže [hudebnina]: složil Jaroslav Křička; slova Pavla Křičková. Praha: Hudební matice Umělecké besedy, 1928
- Srdce hrdinná: vzpomínky na světovou válku, 1914–1918 – uspořádala. Brno: ČZPOM, 1928
- Svátek matek na Moravě a ve Slezsku: učebná osnova ke Svátku matek na rok 1928 – navrhla. Brno: s. n., 1928
- Život a dílo Marie Steyskalové, starostky Útulny ženské v Brně – uspořádala. Brno: ČZPOM, 1929
- Hodiny občanské nauky ke svátku matek na Moravě a ve Slezsku roku 1929 – Brno: Pokorný, 1929
- Památce Marie Trnkové – uspořádala. Brno: Vesna, 1929
- K svátku matek [hudebnina]: pro tři ženské [nebo dětské] hlasy – složil Emil Hába; slova P. Křičková. Brno: O. Pokoj, 1930
- Maminkám ke Svátku matek věnuje odbor ochrany matek a kojenců při Okresní péči o mládež – obrázek nakreslil E. Milén. Brno: ČZPOM, 1930
- Svátek matek v zemi Moravskoslezské: návrh učebné osnovy pro hodinu občanské nauky a výchovy – Brno: b. n., 1930
- Jan Kárník – Dr. Josef Svítil: 1870–1930: sborník k šedesátinám – upravila. Nové Město n. M.: Horácké museum, 1930
- Moravské děti panu presidentovi [hudebnina]: nápěvy moravských lidových písní – harmonisoval Jaroslav Křička; texty Pavly Křičkové. Brno: Ústřední spolek jednot učitelských na Moravě, 1930?
- Naši kamarádi – k prvé části čítanky Děti pro 1. školní rok; obrázky kreslil František Hlavica. Praha: Státní nakladatelství, 1931
- Naše pohádky – k druhé části čítanky Děti pro 1. školní rok; obrázky kreslil František Hlavica. Praha: Státní nakladatelství, 1931
- Rýmy – šprýmy, pohádky – hrátky: pro malé i větší děti – ilustroval Oldra Blažíček. Praha: Šolc a Šimáček, 1931
- Význam a potřeba výchovy – Brno: Zemská organizace pokrokových žen moravských, 1932
- Pochod mladých táborníků [hudebnina] – Jaroslav Křička; na slova Pavly Křičkové. Praha: Sádlo, 1935
- Učebnice tělesné výchovy pro učitelské ústavy a pedagogické akademie – napsal Karel Krčma; spolupracovali: Karel Hora, Ferdinand Horák, Ladislav Jandásek, Božena Stýblová, Pavla Křičková; tělocvičné obrázky kreslil Jiří Wála. Brno: čas. Tělesná výchova mládeže, 1936
- Mé mamince: báseň – Brno: Ústřední spolek jednot učitelských, 1937
- Hymna dobrovolných sester ČSČK [hudebnina] – Vítězslava Kaprálová; na slova P. Křičkové. Brno: s. n., 1938?
- Těsnohlídkův strom – Edvard Valenta, Rajmund Habřina, Pavla Křičková; za redakce Rajmunda Habřiny a v úpravě Ed. Miléna. Brno: MKS, 1938
- Naše pohádky – obrázky nakreslil F. Hlavica. Praha: Školní nakladatelství pro Čechy a Moravu, 1941
- Snadné tříhlasé sborky pro školní sbor (dívčí neb chlapecký) nebo pro ženský sbor. Sešit 1.: (op. 58/I.) – Jaroslav Křička; autoři textů Rudolf Těsnohlídek, Jiří Wolker, Pavla Křičková. Praha: Hudební matice Umělecké besedy, 1945
- Pomlázka – nakreslil Oldřich Crhounek. Brno: Pavla Křičková, 1947
- Heslo lyžařů [rukopis] – Petr Křička; rukopis pořídila Pavla Křičková. 1948
- Horácké nářečí: besedy s dědouškem Ondráčkem – dřívější život na Horácku v zaniklém maršovském dialektu zaznamenala Pavla Křičková. Žďár n. S.: 1965–1967